# Pont Canot
Pour les articles homonymes, voir Canot (homonymie).
Le pont Canot – ou pont de Canot – est un pont sur le Doubs à Besançon, en France. Ce pont en arc avec tablier supérieur, achevé en 1951 en remplacement d'un premier pont, est emprunté depuis 2014 par les deux lignes du tramway de Besançon.

## Premier pont
Un pont en maçonnerie à 4 arches avait été construit en 1877. Reliant les secteurs de Canot et Chamars, il a été détruit par les autorités militaires françaises en 1940 pour ralentir l'avancée allemande durant la seconde guerre mondiale,. Lui et son successeur ont permis une communication dans cette partie de la ville avant la construction du pont de la Grette en 1968.

## Description du pont actuel
Le pont actuel, long de 105 mètres, comporte trois arches en arc surbaissé de 27 mètres de portée et une petite arche de plein cintre de 13 mètres située en rive gauche; il est construit en béton armé avec un parement de pierres. Les piles sont équipées de becs en forme de proue. Aujourd'hui c'est un des ponts les plus utilisés de la ville. Il est emprunté par de nombreuses lignes de bus et depuis 2014 par le tramway bisontin.

## Galerie

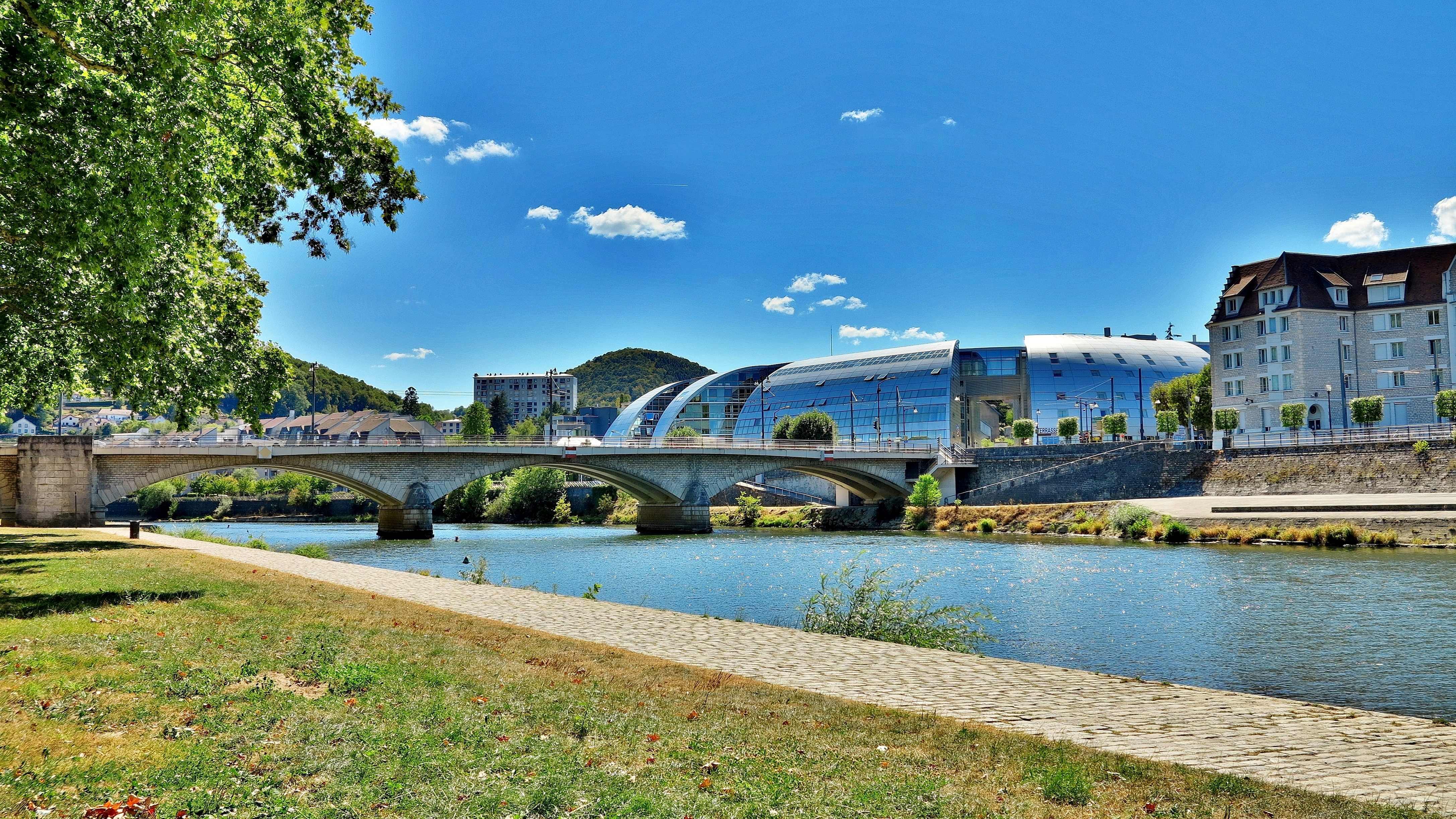
Besançon, le pont Canot (vue amont).
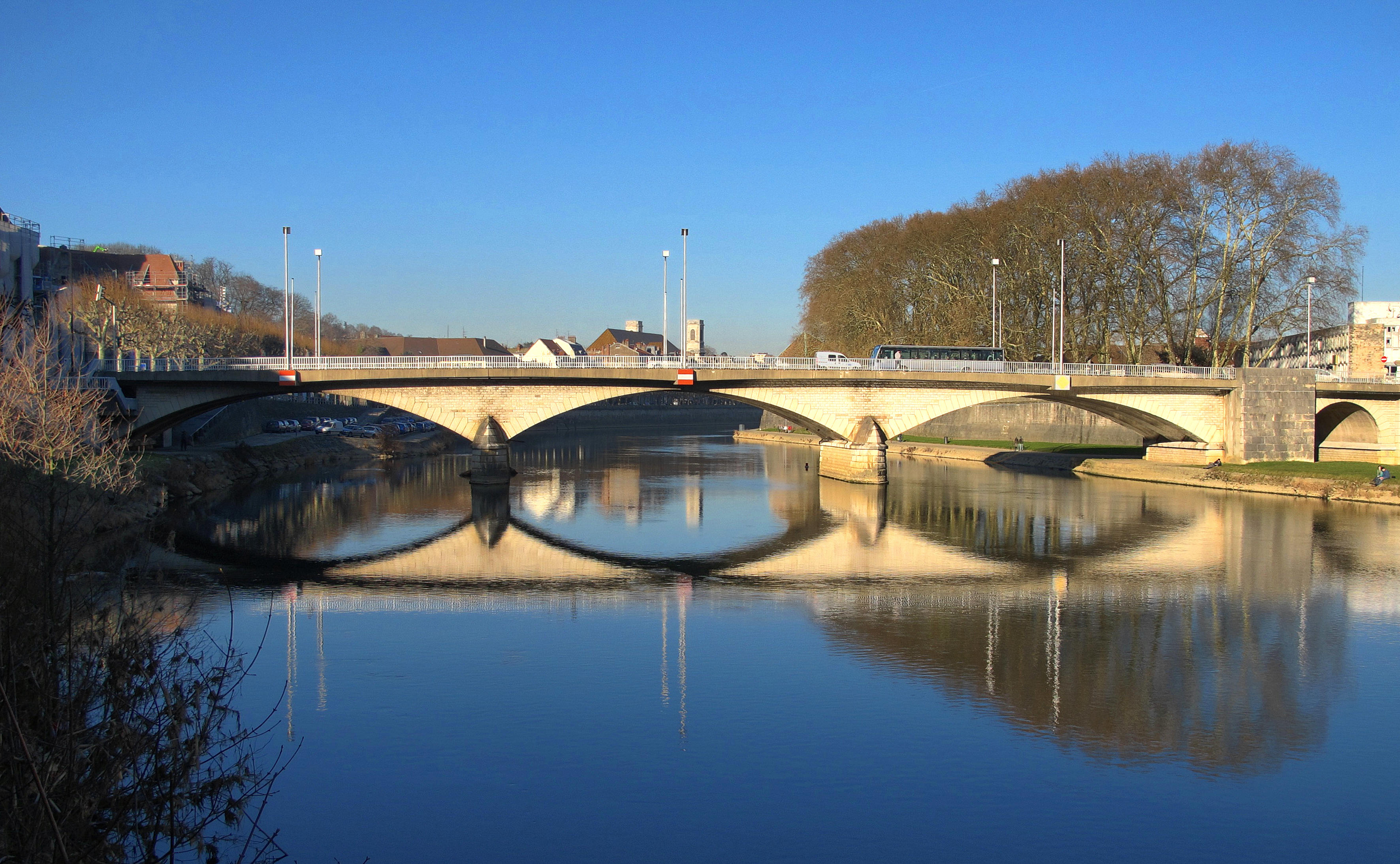
Le pont Canot (vue aval).
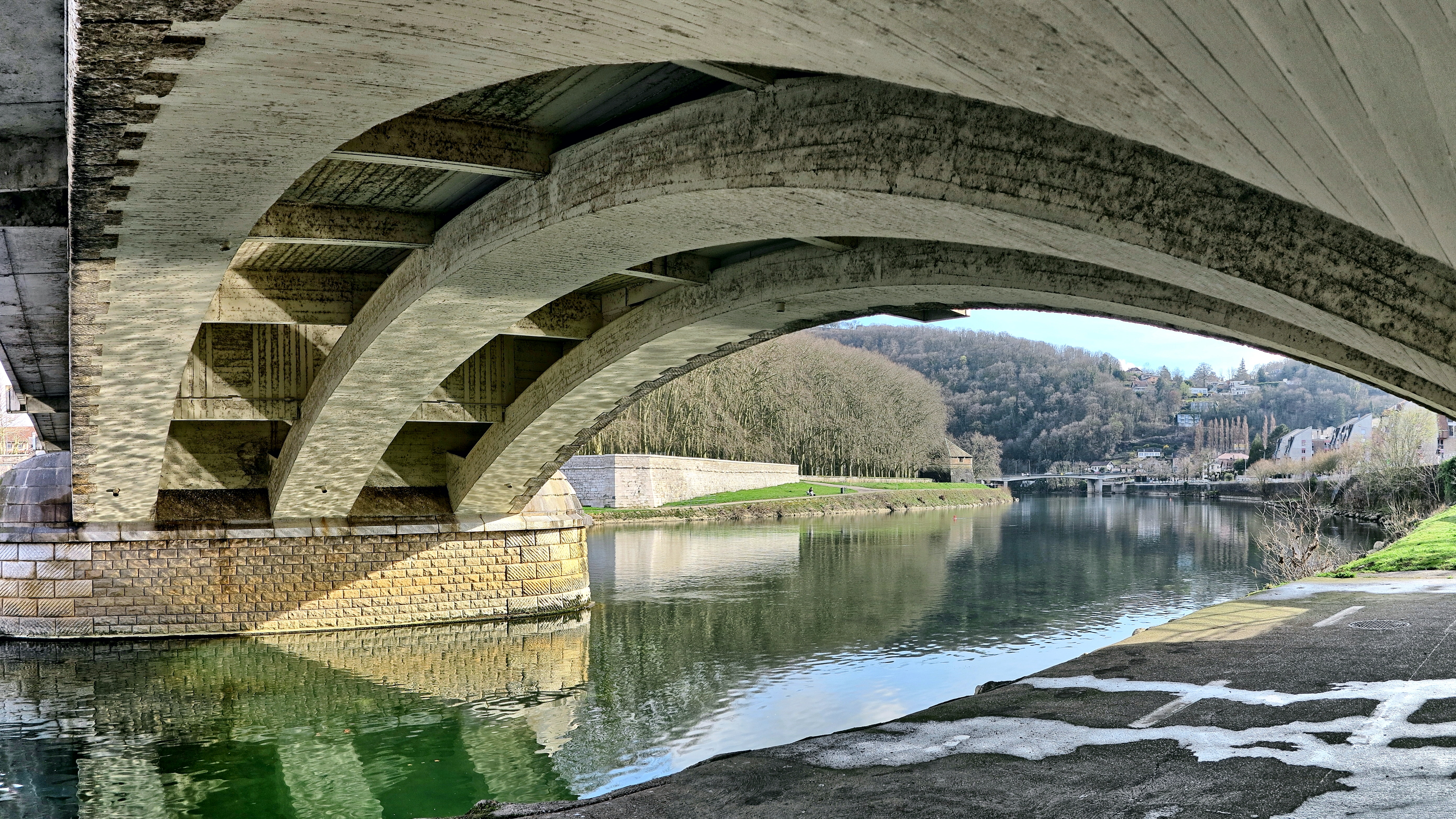
Structure d'une des arches.